# Prepona steinbachi
Prepona steinbachi är en fjärilsart som beskrevs av Le Moult 1932. Prepona steinbachi ingår i släktet Prepona och familjen praktfjärilar. Inga underarter finns listade i Catalogue of Life.